# Bugarštice
Die Bugarštice (auch bugaršćica) ist eine der beiden Versformen in der oralen epischen Dichtung der Südslawen. Der Begriff ist aus Bugarska über bugariti, der Bezeichnung für bulgarische pastorale Hirtengesänge, entlehnt. Allgemein stellt die Bugarštice, anders als der daraus abgeleitete Deseterac, ein ausgestorbenes episches Medium im Volksliedschaffens in der serbo-kroatischen Sprache und fällt literaturwissenschaftlich zwischen Philologie und Mediävistik. Die letzten Dichtungen der Bugarštice werden überwiegend auf das 18. Jahrhundert datiert.
Neben isolierten Bugarštice, die von einigen Autoren in deren Werken zitiert werden, besteht der Korpus aus drei Manuskriptsammlungen. Zwei gehörten zu Ragusaner Kollektionären, Đuro Matijašević (Kollektion von 1758 mit 14 Gesängen, deren ältester aus dem 17. Jahrhundert datiert) und Josip Betondić (1709–1764, 18 Gesänge). Die ehemalige Jugoslawische Akademie in Zagreb besitzt zwei Manuskripte mit 23 Bugarštice von Anfang des 18. Jahrhunderts. Diese Kollektionen und einige wenige andere Gesänge aus anderen Regionen Dalmatiens wurden von Valtazar Bogišić in seiner Narodne pjesme iz starijih, najviše primorskih zapisa 1878 in Belgrad publiziert. Es ist eine Edition mit insgesamt etwa 76 Bugarštice.
Die Bugarštica entstammt einem feudalen Kontext des serbischen Reiches; sie konnte sich nach der osmanischen Eroberung und der Auslöschung des christlichen Adels nur in Textform überliefern und so eine Zeitlang in urbaner Umgeng der dalmatinischen Städte überdauern. Damit unterscheidet sie sich von der weit verbreiteten Volksdichtung im Deseterac, die sich in den Gesängen der Serbischen epischen Dichtung im patriarchalischen soziokulturellen Kontext über Jahrhunderte bis heute als episches Medium der Guslaren in Begleitung der Gusle erhalten hat.
Petar Hektorović beschrieb eine musikalische Begleitung zur Bugarštice, jedoch kann nur gemutmaßt werden, mit welchen Instrumenten dies geschah.
Der Gesang der Bugarštice wurde zuletzt im 19. Jahrhundert aus Budva beschrieben, wo sie als Velike pjesme Teil von Hochzeitsfeiern waren. Für die Bugarštice ist eine rein historische Thematik charakteristisch, während der Deseterac auch nichthistorische Elemengte beinhaltet.

## Herkunft
Obwohl alle Bugarštice aus der westlichen Balkanhalbinsel aus dalmatinischen Manuskripten entstammen, so ist im Namen, sowie Helden, Themen und Sprache (grundsätzlich im štokawischen Dialekt verfasst) für alle eine Herkunft aus der östlichen oder zentralen Balkanprovinz in Altserbien indiziert.
Die früheste Aufzeichnung eines Fragmentes einer Bugarštice wurde 1497 in der italienischen Stadt Gioia del Colle anlässlich des Besuches der Königin von Neapel Isabella del Balzo am 31. Mai 1497 vom italienischen Hofdichter Rogeri di Pacienzia in der epischen Hofdichtung Lo Balzino notiert. Diese wurde dort von einer Kolonie slawischer Emigranten zu Tanz und Musik vorgetragen und ist in der Gruppe der sogenannten Despoten-Epen, einem Korpus der Nach-Kosovo-Zyklen, in der das historische Ereignis der Gefangennahme von Janos Hunyadi durch Đurađ Branković thematisiert wurde, einzuordnen:
Schon ein halbes Jahrhundert später wurde 1555 durch den kroatischen Dichter Petar Hektorović das bedeutendste epische Werk der Gattung in einer Aufschrift einer Rezitation nach sogenannter „Serbischer Manier“ des Fischers Paskoje Debelja während einer Bootsfahrt auf der Insel Hvar gemacht. Marko Kraljević und sein Bruder Andrijaš ist dabei die klassische Erzählung des Brudermordes, die wie spätere zehnsilbige Epen mit einer formelartigen Phrase eröffnet wird: Two poor men were good friends for a long time (Dva mi sta siromaha dugo vrime drugovala).
Die Bugarštice Marko Kraljević und sein Bruder Andrijaš enthält einige traditionelle formalistische Ausdrücke, manche davon sind nur für Bugarštice, manche sowohl für Bugarštice, wie die zehnsilbigen Epen gleichsam charakteristisch. Im Vortrag, der im Standard der ijekavischen Mundart rezitiert wurde, ist aufgrund der Herkunft der Dichtung die Nutzung ekavischer Ausdrücke auffallend. In der eigenen Prosa von Hektorović fallen dagegen keine Ekavismen auf, er hat diese aber für die Bugarštice notiert. Einige sprachhistorische Elemente im „Marko Kraljević und sein Bruder Andrijaš“ wurden seit Mitte des 15. Jahrhunderts nicht mehr genutzt, damit wird eine Entstehung dieser Dichtung auf Ende des 14. Jahrhunderts oder Anfang des 15. Jahrhunderts datiert.
Der Held der Erzählung, Marko Kraljević, tauchte dabei in legendärer Form erstmals 1427 im Geschichtswerk „Život despota Stafana Lazarevića“ von Konstantin Kostenezki in der Passage zur Schlacht von Rovine auf, als er darin mit den Worten: „Ich...bete zu Gott das er den Christen hilft, selbst wenn ich als erster getötet werde“ zitiert wird. Marko Kraljevićs duale Persönlichkeit wird hier schon illustriert. Einerseits ist er als Vasall des osmanischen Sultans zur physischen Unterstützung der Osmanen gezwungen, andererseits bleibt er eine heroische Figur, die durch seine spirituelle Unabhängigkeit Ausdruck findet.

## Niedergang
Mit dem Niedergang der serbischen Eigenstaatlichkeit erlag die gebildete literarische Tradition der osmanischen Eroberung. Die feudalen serbischen Balladen und Epen im Genre der Bugarštice wurden aber mit der Emigration des serbischen Adels im 15. Jahrhundert durch serbische Barden in die dalmatinischen Küstenstädte sowie die südungarischen Länder nördlich der Save in anderen Umgebungen weitergepflegt. Diese auf die feudale serbische Gesellschaft zurückgehende Dichtung, überlebte so eine Zeitlang den Zerfall des serbischen Staates. Unter den Bugarštice konnten sich aber keine aus der Zeit des serbischen mittelalterlichen Reiches erhalten, da keine Aufzeichnungen vor dem Ende des 15. Jahrhunderts überliefert wurden. Alle Niederschriften der Bugarštice, die in den dalmatinischen Städten in Dubrovnik, Hvar, Perast und Kotor durch kroatische, slowenische, ungarische, italienische und deutsche Literaten gemacht wurden, waren zu dem Zeitpunkt schon so durch die sprachliche Blüte der zehnsilbigen serbischen Volksepik in den Schatten gestellt worden, so dass die Bugarštice in der überlieferten anachronistischen sprachlichen Form nicht mehr die epische, imaginative und narrative Kraft der Volksdichtung besaßen.
Die Volksdichtung im Deseterac übernahm ihre Geschichten, dutzende der Motive, ihre narrativen und stilistischen Muster und hunderte ihrer formelhaften Sprachmittel aus den epischen Vorgängern der Bugarštice-Barden. Über Jahrhunderte entwickelte sich daraus in der bäuerlichen patriarchalen Gesellschaft des einfachen serbischen und kroatischen Landvolkes eine überaus reiche epische Gattung, die von Mitte des 15. Jahrhunderts bis ins 19. Jahrhundert eine ungewöhnlich lange Zeit als eigenständige Dichtung andauerte. Damit stellt sie alle anderen europäischen Volkslieddichtungen in ihrer historischen Konstanz und der Bedeutung für die nationale Literatur in den Schatten und stellt das weitaus bedeutendste poetische Erbe des serbischen Volkes.

## Charakteristik
Wie alle Bugarštice wurden sie als narrative orale Epen über die Erzähltradition von verschiedenen Sängern über eine längere Zeitspanne geformt. Die Bugarštice fallen selbst unter die bedeutendsten Texte zur Geschichte der serbo-kroatischen oralen epischen Tradition, da sich in ihnen viele der ersten Manuskripte zu den Liedern des Marko Kraljević und der Amselfeldschlacht finden.
Die Bugarštice sind langzeilige Gesänge, deren kurze Narration in der Struktur einer Ballade vorgetragen wird. Generell werden darin heroische oder novellistische Erzählungen einer feudalen Hofatmosphäre wiedergegeben. Sie wird normalerweise in fünfzehn oder sechzehn Silben gebildet, in der gewöhnlich nach der siebten Silbe und manchmal nach der achten eine zwingende Cäsur erfolgt (7 + 8 oder 8 + 8). Zusätzlich enthält sie eine Art von Refrain.

### Textbeispiel
Die Erzählungen der Bugarštice sind zumeist mythologischen oder historischen Traditionen verhaftet.
Die Bugarštice Sultana Grozdana i Vlašić Mlađenj die im 18. Jahrhundert in der Bucht von Kotor niedergeschrieben wurde, spielt in einer mythischen und magischen Welt mittelalterlicher Erhabenheit in der eine Überschreitung obligatorischen Blutsverwandtschaft und ihrer Verlängerungen zu einer natürlichen Katastrophe führt. In dieser Bugarštice fallen alte heidnische animistische Vorstellungen in der Signifikanz des Bildes von Ahornbäumen als Träger des Totenkultes der Südslawen auf, die in ihrer Funktion der Wiederherstellung einer patriarchalischen Ordnung einer unrealistischen Liebesaffäre eines christlichen Ritters zu einer türkischen Sultanin in einem Rosengarten Konstantinopels stehen. Nachdem die Janitscharen nach Aufdeckung der Affäre den Ritter an einen Ahornbaum erhängen kulminiert die Geschichte in den letzten wenigen Zeilen, als des Sultans Tochter ihre Haare in Trauer abschneidet und um ihn vor der Sonne zu schützen sein Gesicht damit bedeckt, bevor sie sich am selben Ahornbaum aufhängt:
Sultana Prezdana i Vlašić Mlađenj

Brzo meni ufatite Mlađenja, mlada Vlašića,

I njega mi objesite o javoru zelenomu,

                                              Mladoga Mlađenja!

Brže sluge ošetaše po bijelu Carigradu,

I oni mu ufitiše Mlađenja, mlada Vlašića,

                                              Te Careve sluge,

I njega mi objesiše o javoru zelenomu,

A to ti mi začula Prezdana, lijepa sultana,

                                              Lepa gospoda,

U ruke mi dofatila svilena lijepa pasa,

Ter mi brže ošetala put javora zelenoga,

                                              Prezdana gospođa.

Tu mi bješe ugledala Mlađenja, mlada Vlašića,

A đe mi on visi o javoru zelenomu,

                                              Vlašiću junaku,

Ona bješe obrrezala sve svoje lijepe us kose,

Ter h bješe stavila Mlađenju na bijelo lice,

                                              Vlašiću junaku,

Da mu ne bi žarko sunce bijelo lice pogdilo.

Pak se bješe uspela na javoru zelenomu,

                                              Prezadana gospođa,

Tu se bješe zamaknula zu Mlađenja, mlada Vlašića,

                                              Prezadana gospođa.

Tuj mlađahni visahu o javoru zelenomu.
Prezdan the Sultan's Daughter and Vlašić Mlađenj

Young Vlašić Mlađenj swiftly seize,

And hang him from the maple green

                                              Young Mlađenj!

So swift they walked through the Imperial City,

Young Mlađenj Vlašić they did seize,

                                              Those Sultan's vassals,

And from the maple green they hanged him,

When Prezdana fair had heard of this,

                                              Fair Lady,

She took a lovely, silken sash,

And walked so swift toward the maple green,

                                              The Lady Prezdana.

And Vlašić Mlađenj saw she there,

As from the maple green he hung,

                                              Vlašić, the fine hero.

And off she cut her fine, fair hair,

And placed it over Mlađenj's face,

                                              Heroic Vlašić's

Lest burning sun disfigure it.

And she climbed up the maple green,

                                              The Lady Prezdana,

And there fell limp beside Young Mlađenj,

                                              The Lady Prezdana.

So Young from maple green they hung.